# 168
168（一百六十八）是167與169之間的自然數。

## 在數學上
- 合數，正因數有1、2、3、4、6、7、8、12、14、21、24、28、42、56、84和168。
質因數分解為{\displaystyle 2^{3}\times 3\times 7}。
- 第38個過剩數，真因數和為312，盈度為144。前一個為162、下一個為174。
  - 第39個半完全數，和為本身的其中一組因數為1、 2、 3、 6、 7、 8、 12、 14、 21、 24、 28、 42。前一個為162、下一個為174。
- 第88個十进制的奢侈數。前一個為165、下一個為170。
- 四個連續質數之和（37 + 41 + 43 + 47）為168。
- 1000以下的質數共有168個。
- 一星期有168小時。
- 正三十邊形的內角為168°
- 168是第二小的非阿贝尔单群PSL(2,7)的阶数。
- 相反數-168為殭屍數，即位數和（首位含負號）的平方與自身的和大於零的負數，即{\displaystyle {{-{168}}+{{\left({{{-{1}}+{6}}+{8}}\right)}^{2}}}=1}。前一個為-169，後一個為-159（OEIS數列A328933）。

## 在人類文化中
- 168也是“一路發”的諧音，這也是台灣高速公路即時路況查詢專線。